# Clubiona angulata
Clubiona angulata este o specie de păianjeni din genul Clubiona, familia Clubionidae, descrisă de Charles Denton Dondale și Redner, 1976. Conform Catalogue of Life specia Clubiona angulata nu are subspecii cunoscute.